# Gerlei Ferenc
Gerlei Ferenc, 1909-ig Grűn Ferenc (Szarvas, 1901. április 28. – Nyíregyháza, 1970. június 21.) kórszövettani, kórbonctani szakorvos, egyetemi magántanár, az orvostudományok kandidátusa (1952), Kossuth-díjas (1961).

## Élete
Gerlei (Grűn) Jenő (1870–1923) gőzmalom tulajdonos és Schőn Olga (1870–?) gyermekeként született zsidó családban. A Szarvasi Evangélikus Főgimnáziumban érettségizett, azonban egyetemi tanulmányait csak évekkel később kezdte meg a szegedi Ferenc József Tudományegyetem orvosi karán. 1932 júniusában szerezte meg oklevelét. Már 1926 márciusától az egyetem kórbonctani és kórszövettani intézetébe került mint externista, majd a következő év szeptemberétől díjas gyakornokká nevezték ki. 1927-ben írt tudományos dolgozatával pályadíjat nyert. 1935-ben Szegeden kórbonctani, kórszövettani és kórvegytani szakvizsgát tett. 1936-ban megpályázta a nyíregyházi Erzsébet Közkórház alorvosi állását, amelyet november elsejétől töltött be. A második világháború idején többször behívták munkaszolgálatra, de a kórház igazgató-főorvosa minden alkalommal elérte, hogy visszahelyezzék „nélkülözhetetlensége” miatt. A háború után sem szakadt meg kapcsolata a Szegedi Tudományegyetemmel, ahol 1947-ben Az emésztőszervek kórbonctana és kórszövettana című tárgykörből egyetemi magántanári képesítést nyert. 1953 januárjától viselte a kandidátusi címet. 1952 áprilisa után a Nyíregyházi Megyei Kórház önálló patológiai osztályának főorvosa volt. Évtizedekig vezette a megyei kórház könyvtárát, majd orvos-tanácsadóként működött. Mintegy 70 szakközleménye jelent meg.
Felesége Német Anna volt, akit 65 évesen vett nőül.

## Művei
- A duodenum subcutan tompa erőművi sérüléséről. (Orvosok Lapja, 1946, 15.)
- Febris recurrens-esetek Szabolcs vármegyében. Kemény Lajossal. (Orvosok Lapja, 1946, 21.)
- Elsőleges vérbajos fertőzést utánzó ajak-sarcoma. (Orvosi Hetilap, 1947, 21.)
- Emberi takonykór esete és felismerésének jelentősége az állatvédelem szempontjából. Földi Emillel, Görög Györggyel. (Orvosi Hetilap, 1953, 12.)
- Hypernephroma (Grawitz-féle daganat) áttéte pajzsmirigyben. Illyés Zsigmonddal. (Orvosi Hetilap, 1954, 5.)
- A macrofollicularis lymphoblastoma (Brill-Symmers-kór) mint más, malignus haemoblastosisba átmenő praeblastomás kórfolyamat. Korpássy Béláva, Ormos Jenővel, Sarkadi Ádámmal, Sarvay Tivadarral. (Orvosi Hetilap, 1954, 19.)
- Könnyen elvégezhető májfunkciós próba a gyakorló orvos részére. Medgyesi Györggyel. (Orvosi Hetilap, 1954, 39.)
- Duodenumba átfúródott epekő okozta pylorus-szűkület. Illyés Zsigmonddal. (Orvosi Hetilap, 1956, 27.)
- Adatok a dermoepidermitis toxico-allergicagestationis kórképéhez. Szegő Lászlóval. (Magyar Nőorvosok Lapja, 1957, 6.)
- Candida Krusei által okozott generalizált candidiasis. Vitéz Istvánnal, Péterffy Lászlóval. (Orvosi Hetilap, 1957, 20.)
- Pancreas aberrants tartalmazó Meckel-diverticulum által okozott háromszoros bélelzáródás. Illyés Zsigmonddal. (Orvosi Hetilap, 1957, 38.)
- Éveken át caries costaeval kapcsolatos hidegtályognak tartott spontán külső epesipoly. Illyés Zsigmonddal. (Orvosi Hetilap, 1959, 16.)
- A duodenum lymphoreticularis sarcomája. Kondrai Gerővel. (Orvosi Hetilap, 1959, 21.)
- Veleszületett haemangiomatosis (haemangioma multiplex) esete. Braxatoris Rudolffal, Krasznay Judittal. (Gyermekgyógyászat, 1960, 1.)
- Adatok a csecsemőkori myocarditis fibrosa (hegszív) és elastofibrosis myocardii pathogenesiséhez. Palásthy Gézával, Halász Margittal. (Gyermekgyógyászat, 1968, 2.)

## Díjai, elismerései
- Munka Érdemrend (1958)[5]
- Kossuth-díj (1961)
- Munka Érdemrend ezüst fokozata (1965)[6]

## Emlékezete
A nyíregyházi Jósa András Oktató Kórház kórbonctani osztályának bejáratánál születésének 100. évfordulója alkalmából, 2001. április 28-án emléktáblát avattak.